# Мост на остров Даманский (Ярославль)
Мост на Даманский остров — автомобильно-пешеходный мост через Которосль в центральной части Ярославля. Соединяет улицу Подзеленье с Даманским островом, на котором расположен городской парк аттракционов.
Мост на Даманский остров является одним из мест празднования свадеб в Ярославле: по традиции, жених переносит невесту через мост, а на его ограждении закрепляет «замо́к любви».

## История

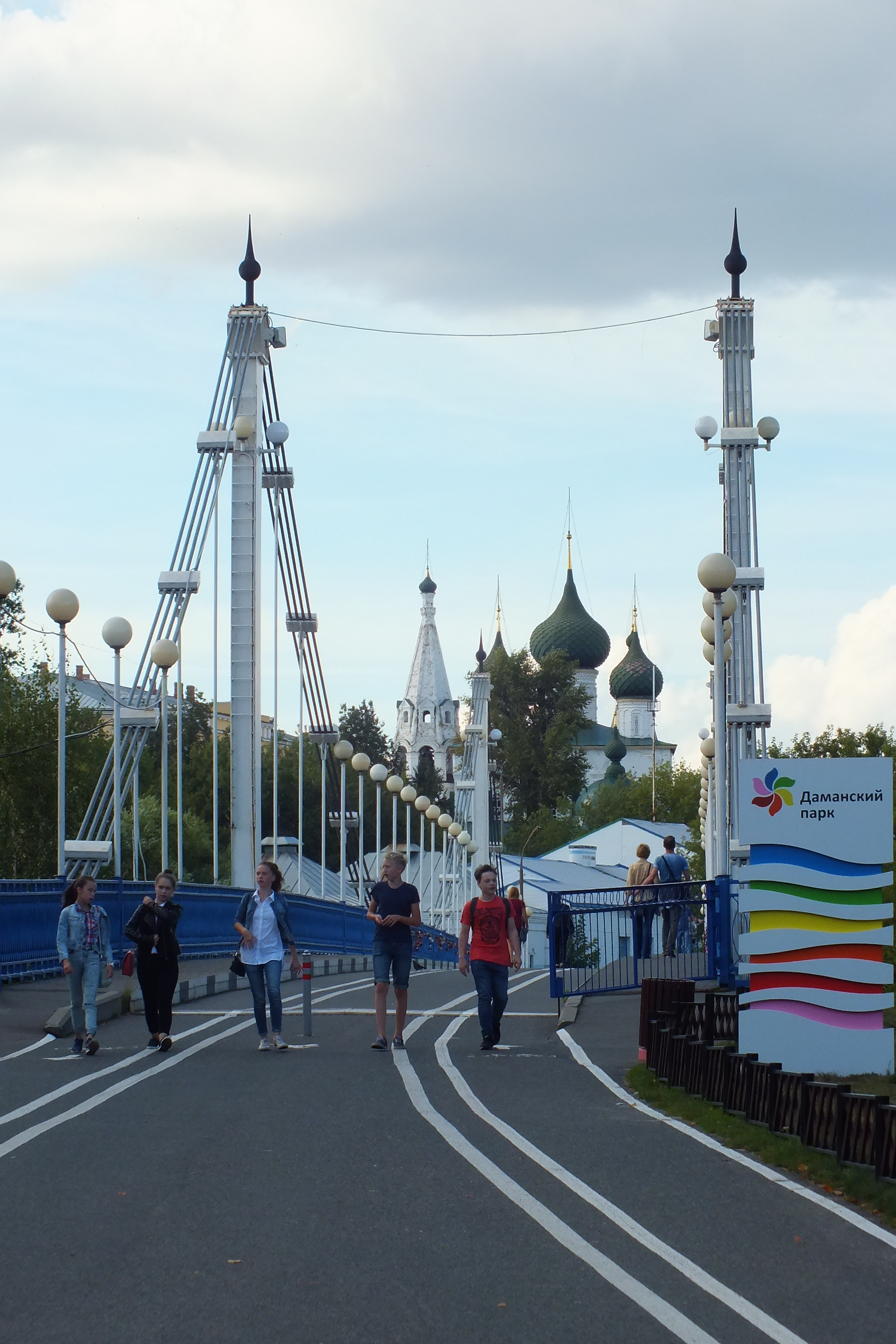
Вид по оси моста (2016)

Остров образовался из полуострова в конце 1950-х после выпрямления русла Которосли. В те же годы был построен мост, связывавший остров с улицей Подзеленье. В 1969 году во время конфликта на советско-китайской границе острову в пойме Которосли присвоили название «Даманский» в честь уссурийского острова Даманский, вокруг которого происходили основные события. В середине 1990-х остров был переименован в «остров мира Шри Чинмоя», но название не прижилось.
В 1999 году старый мост, находившийся в аварийном состоянии, заменили на новый, висячий. Его конструкции были изготовлены на заводе № 50.